# Монастир Святого Георгія (Штайн-ам-Райн)
Монастир Святого Георгія (нім. Kloster St. Georgen) — колишнє бенедиктинське абатство в швейцарському місті Штайн-ам-Райн у кантоні Шаффгаузен. Заснований на початку XI століття, монастир присвячувався святим Георгу та Кирилу Гортинському, і 1525 року, у період Реформації, був скасований. Тісно пов'язаний з історією міста Штайн-ам-Райн, є одним із середньовічних монастирських комплексів, що найповніше збереглися на території Швейцарії, і використовується як музей.

## Історія
Монастир заснували близько 970 року герцог Швабський Бурхард III та його дружина Гедвіга, за безпосередньої участі брата Гедвіги, герцога Баварського Генріха II, і спочатку розташовувався на горі Гоентвіль у Гегау по сусідству з герцогським замком. Під керівництвом монастиря, вже тоді присвяченого святому Георгію, була придворна школа (лат. schola palatina).
Після смерті Бурхарда III 973 року та з поступовою втратою Гоентвілем свого значення як політичного центру, що потрапив зі смертю Гедвіги (994 рік) під опіку імператора Генріха II, абатство на прохання ченців, що його населяли, близько 1005 року перенесено в розташоване поблизу місто Штайн-ам-Райн. За ленним правом монастир підпорядковувався відтепер, заснованому також Генріхом, Бамберзькому єпископству; у церковних та віровчальних питаннях він підлягав констанцському єпископу. Разом з тим, безпосереднє управління світськими справами монастиря належало фогту (нім. Kast(en)vogt); у XI—XII століттях ця посада належала, переважно, майбутнім герцогам Церінген. Від 1146 року владу Церінгенів у Штайні стали представляти члени роду фон Клінґен, що повністю перейняли повноваження фогта 1218 року.
У XII столітті зведено монастирську церкву, яка існує й нині; інші будівлі сягають XIII—XV століть. У період 1400—1480 років оформлено зал капітулу, а також клуатр у готичному стилі.
1457 року права фогта разом із замком Гоенклінґен, що височіє над містом і монастирем, викупила міська рада Штайн-ам-Рейна, яки приблизно тоді ж потрапив під вплив Цюриха. 1474 року члени монастирського капітулу отримали права цюрихського громадянства. Через 10 років, 1484 року і сам Штайн-ам-Райн перейшов під патронат і військовий захист Цюриха, який пред'явив 1498 року право на управління монастирем Святого Георгія.
За абата Давида фон Вінкельсгайма (від 1499 року), монастир пережив свій останній розквіт, кінець якому поклав конфлікт із міською радою, що вибухнув у ході Реформації. 5 липня 1525 року Давид фон Вінкельгайм оголосив про розпуск монастиря, і, залишившись вірним старому віросповіданню, пішов у Радольфцелль, де наступного року помер.
Надалі приміщення колишнього монастиря використовували цюрихські чиновники, зокрема для представницьких цілей.
1806 року будівлі перейшли у власність кантону Шаффгаузен, 1834 року були продані купцю Йоганну Петеру (нім. Johann Peter), який, у свою чергу, подарував їх місту для облаштування школи та з умовою заборони подальшого перепродажу. Однак для міста колишній монастир виявився важким тягарем, особливо після зведення 1852 року нової будівлі міської школи: приміщення здали в оренду ткацькій фабриці, внаслідок чого частину внутрішнього оздоблення втрачено.
Зрештою, 1875 року колишнє абатство придбав протестантський священик Фердинанд Феттер (нім. Ferdinand Vetter, 1811-1888), син якого Фердинанд (1847—1924) провів тут перші реставраційні роботи та організував свого роду історико-культурний центр. 1891 року будівлі монастиря Святого Георгія поставлено під захист швейцарської конфедерації.
1926 року, після тривалих переговорів, монастир перейшов у власність Фонду імені Ґотфріда Келлера, який має на меті збереження культурних пам'яток. Після масштабної реставрації та консервації тут відкрито музей, що від 1945 року належить державі.